# Elia Barceló

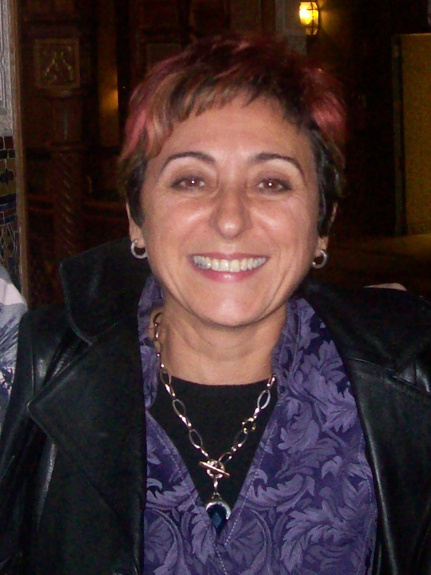
Elia Barceló 2007

Elia Eisterer-Barceló (* 29. Januar 1957 in Elda, Provinz Alicante) ist eine spanische Schriftstellerin und Literaturwissenschaftlerin.

## Leben
Barceló studierte Anglistik, Amerikanistik und Hispanistik an den Universitäten London, München, Paris, Florenz, Rom und Innsbruck. 1996 promovierte sie über den argentinischen Schriftsteller Julio Cortázar.
Heute lebt die zweifache Mutter mit ihrem österreichischen Mann in Innsbruck. Sie unterrichtet an der Universität Innsbruck spanische Literatur, Landeskunde und Creative Writing und schreibt phantastische Romane und Erzählungen. Für ihre Arbeiten erhielt sie zahlreiche Auszeichnungen. Sie nimmt regelmäßig an der Schwarzen Woche von Gijón, eines der beliebtesten Literaturfestivals in Europa teil, wo sie den literarische Workshops leitet.

## Werke

### Jugendbücher
- El caso del artista cruel (Periscopio; Bd. 64). Erdebé, Barcelona 1998, ISBN 84-236-4770-6.
- La mano de Fatma. Alba, Barcelona 2001, ISBN 84-8428-096-9.
- El caso del crimen de la ópera (Periscopio; Bd. 57). Erdebé, Barcelona 2002, ISBN 84-236-6210-1.
- El almacén de las palabras terribles. Edelvires, Zaragoza 2007, ISBN 978-84-263-4972-9 (EA Zaragoza 2003).
- Si un día vuelves a Brasil (Alba joven; Bd. 35). Alba, Barcelona 2003, ISBN 84-8428-184-1.
- La roca de Is. Erdebé, Barcelona 2003, ISBN 84-236-6732-4.

### Kurzgeschichten
- Tausend Euro, ein Leben. In: Andreas Eschbach (Hrsg.): Eine Trillion Euro. Bastei-Lübbe, Bergisch Gladbach 2004 ISBN 3-404-24326-9

### Romane
- Sagrada. Ediciones B, Barcelona 1989, ISBN 84-4060-812-8
- El mundo de Yarek. Lengua de Trapo, Madrid 2005 ISBN 84-96080-55-2 (EA 1994)
- Consecuencias naturales. (Futuropolis, 37) Miraguando, Madrid 1994 ISBN 84-7813-128-0
- El vuelo del Hipogrifo. 2002
  - Die Stimmen der Vergangenheit. Übers. Stefanie Gerhold. Piper, München 2011, ISBN 978-3-492-27235-3 (EA 2008)
- El secreto del orfebre. 2003.
  - Das Geheimnis des Goldschmieds. Übers. Stefanie Gerhold. Piper, München 2010 ISBN 978-3-492-24580-7 (EA 2004); Hörbuch ISBN 3-88698-728-0, Stimme Gert Heidenreich[1].
- Disfraces terribles. 2004
  - Das Rätsel der Masken. Übers. Stefanie Gerhold. Piper, München 2007 ISBN 978-3-492-25048-1 (EA 2006)[2]
- Corazon de tango. 451 Editorial, Zaragoza 2011 ISBN 978-84-96822-01-6
  - Das schwarze Brautkleid. Übers. Stefanie Gerhold. Piper, München 2011 ISBN 978-3-492-27193-6
- Las largas sombras. Editorial Ámbar, Sant Cugat del Vallés 2009 ISBN 978-84-92687-08-4
  - Töchter des Schweigens. Übers. Petra Zickmann. Piper, München 2011 ISBN 978-3-86612-266-6[3]

### Sachbücher
- La inquietante familiaridad. El terror y sus arquetipos en los relatos fantásticos de Julio Cortázar (Studia litteraria, 9). Egert, Wilhelmsfeld 1999, ISBN 3-926972-67-X. Zugl. Dissertation Universität Innsbruck 1996

## Verfilmungen
- Damir Lukačević, Regie: Transfer. Deutschland 2011, eine Verfilmung der Kurzgeschichte Tausend Euro, ein Leben.